# Gamberetti per tutti
Gamberetti per tutti (Les crevettes pailletées) è un film del 2019, scritto e diretto da Cédric Le Gallo e Maxime Govare.
Il film è ispirato da una vera squadra di pallanuoto gay di Parigi e racconta di un campione di nuoto squalificato dalla sua federazione dopo osservazioni omofobe e costretto ad allenare una squadra di pallanuoto gay.

## Trama
Dopo aver fatto delle dichiarazioni omofobe durante un'intervista televisiva, il vice-campione di nuoto Matthias Le Goff viene costretto ad allenare i "The Shiny Shrimps", una squadra di pallanuoto gay. Nei tre mesi di preparazione, in vista dei Gay Games che si terranno in Croazia, Le Goff avrà modo di rapportarsi ad un mondo a lui finora sconosciuto e cambiare tutti i suoi punti di riferimento e le sue priorità nella vita.

## Produzione
La pellicola ha avuto un budget di 3 milioni di euro.

## Distribuzione
Il film è stato presentato in anteprima il 19 gennaio 2019 al Festival della commedia L'Alpe-d'Huez. È stato distribuito nelle sale cinematografiche francesi l'8 maggio 2019. In Italia è stato distribuito il 9 luglio 2020.

## Riconoscimenti
- 2019 - Festival della commedia L'Alpe-d'Huez
  - Premio speciale della giuria[4]